# Leonardo Mota
Leonardo Ferreira Mota (Pedra Branca, 10 de maio de 1891 – Fortaleza, 2 de janeiro de 1948), filho de Leonardo Ferreira da Mota e de Maria Cristina da Silva Mota, foi um escritor, professor, advogado, promotor de justiça, secretário de governo, tabelião, jornalista e historiador. Fez os estudos preparatórios no Liceu do Ceará e formou-se em direito pela Faculdade de Direito do Rio de Janeiro no ano de 1916.

## Biografia
Muito cedo mudou-se  de sua terra natal junto com sua família. O interesse de Leonardo Mota pela sabedoria sertaneja teve início quando foi morar na cidade de Ipu, Ceará, onde a convite de seu irmão, Cônego Aureliano Mota, dirigiu um Instituto Educacional.
Sócio efetivo do Instituto do Ceará, tomou posse em 5 de janeiro de 1932. 
Membro da Academia Cearense de Letras, Leota (era assim que gostava de ser chamado; "Cresci nas banhas e encurtei no nome", dizia), era um nome requisitado para proferir palestras para plateias de estudiosos e interessados folcloristas. Era também um animador de rodas de amigos e intelectuais da antiga Praça do Ferreira (coração da cidade de Fortaleza). Para essa platéia declamava versos e contava histórias e pequenas anedotas.
"Fui um intransigente na defesa do sertão esquecido, do sertão caluniado e só lembrado quando dele se quer o imposto nos tempos de paz ou o soldado nos tempos de guerra.  E fui sobretudo, contra o labéu de cretinice do sertanejo nordestino que orientei a minha documentada contradita: em todo o meu "Cantadores" e nas conferências que proferi, de Norte a Sul, pus o melhor dos meus empenhos em fazer ressaltar a acuidade, a destreza de espírito, a vivacidade da desaproveitada inteligência sertaneja, de  que os menestréis plebeus são a expressão bizarra e esquecida, apesar de digna de estudos."

## Jornalismo
Fundou, no Ipu, a "Gazeta do Sertão".
Em Fortaleza, foi redator do Correio do Ceará e diretor da "Gazeta Official", criado pelo Decreto Nº48 de 26 de Dezembro de 1916 e lançado em 4 de janeiro de 1917 pelo Diário do Estado.

## Obras
O "último boêmio do Ceará" ou "judeu errante do folclore nacional", como se intitulava, publicou:
- "Cantadores" (1921),
- "Violeiros do Norte" (1925),
- "Sertão Alegre" (1928),
- "No Tempo de Lampião" (1930),
- "Prosa Vadia" (1932),
- "Padaria Espiritual" (1938).

### Discursos
- "Discursos do Dr. Leonardo Mota e J. J. Pontes Vieira em homenagem a Dr. José da Cunha Sombra" (1932),
- "O Barão de Camucim - Palavras de Leonardo Mota em nome do Instituto" (1949).

### Artigos na Revista do Instituto do Ceará
- "José Carvalho" (1934),[3]
- "Os Sinais de Galvão" (1935),[4]
- "'Academia Cearense' e 'Academia Cearense de Letras'" (1940),[5]
- "Onde e quando nasceu o Padre Verdeixa" (1941),[6]
- "Capistrano de Abreu - anedótico" (1942),[7]
- "Notas para a História Eclesiástica do Ceará" (1946),[8]
- "Datas e factos para a História do Ceará" (1951),
- "Datas e factos para a História do Ceará" (1952),
- "Datas e factos para a História do Ceará" (1954),
- "Datas e factos para a História do Ceará" (1955),
- "Datas e Fatos para a História do Ceará" (1957),
- "Datas e Fatos para a História do Ceará (1934-1935)" (1958),
- "Datas e Fatos para a História do Ceará" (1959),
- "Datas e Fatos para a História do Ceará" (1960),
- "Datas e Fatos para a História do Ceará" (1961),
- "Datas e Fatos para a História do Ceará" (1962),
- "Datas e Fatos para a História do Ceará" (1963).

## Obra póstuma
O ruge-ruge em sua casa decorrente de seu falecimento suscitou o furto dos originais de "Adagiário Brasileiro", obra a seguir reconstituída pacientemente por seus filhos Moacir e Orlando Mota a partir de anotações e rascunhos coletados em seu escritório. "Adagiário Brasileiro" foi publicado em 1980 pela editora José Olympio e republicado em 1991 com edição do Banco do Nordeste.

## Homenagens
Em sua terra natal, Pedra Branca, existe a Biblioteca Municipal Leonardo Mota em sua homenagem e um monumento na praça que também leva seu nome, em frente ao local onde existiu a casa onde o "Príncipe dos folcloristas brasileiros" nasceu um dia. No dia 20 de fevereiro de 1952, por iniciativa do Instituto do Ceará, foi batizada com o nome do escritor uma rua de Fortaleza.